# Regenwulp
De regenwulp (Numenius phaeopus) is een vogel uit de familie van de strandlopers en snippen (Scolopacidae).

## Kenmerken
De regenwulp wordt ongeveer 40 centimeter groot en is daarmee ongeveer 10 cm kleiner dan de (gewone) wulp. Een ander kenmerk is de donkere oogstreep en donkere kruinstreep. De 6 tot 9 cm lange, naar beneden gebogen snavel, is aanmerkelijk korter dan 9 tot 15 cm lange snavel van de wulp. Het verenkleed is aan de bovenzijde geelbruin met donkere vlekken, de hals en borst zijn geelbruin met donkere strepen. De onderzijde en keel hebben een witte kleur. De flanken zijn dwarsgestreept. De grijsgroene poten zijn lang. De kop is geelbruin met een lichte streep, omrand door donkere banden.

## Leefwijze
Het voedsel bestaat uit insecten, spinnen, wormen, slakken, kikkers, zaad, bessen en gras.

## Voortplanting
Het legsel bestaat uit vier peervormige grijsgroene tot grijsbruine eieren met grijze ondervlekken en bruine vlekken.

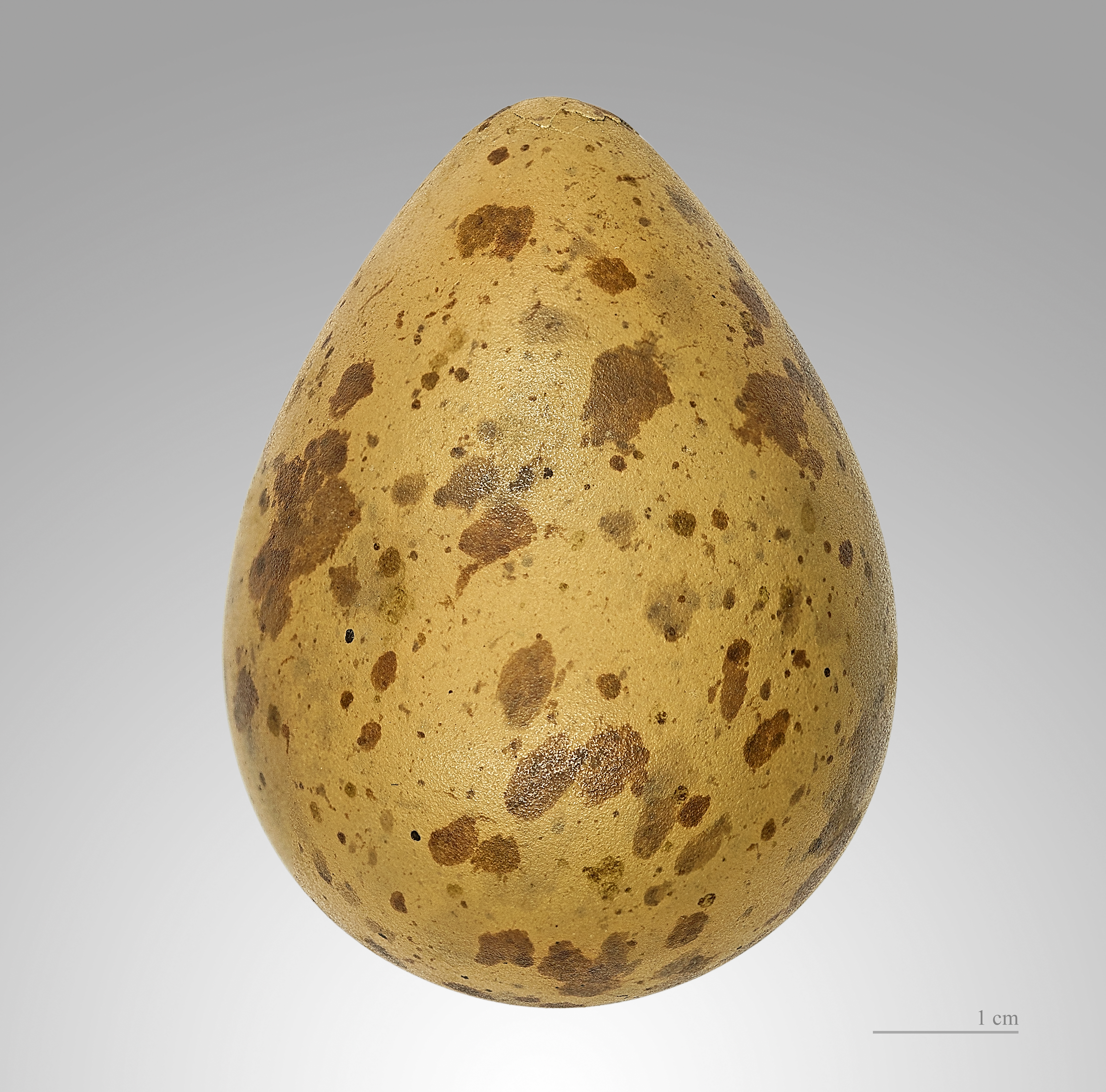
Ei

## Verspreiding
De regenwulp broedt in noordoostelijk Groenland, Noord-Europa (IJsland, Schotland, Scandinavië en Rusland) en Siberië, Alaska en Noord-Canada. De Europese populatie overwintert in West-Afrika, broedvogels uit andere gebieden overwinteren in Zuid-Azië en Australië.
De soort telt vijf ondersoorten:
- N. p. islandicus: Groenland, IJsland, Faroer en Schotland.
- N. p. phaeopus: van Noorwegen tot Centraal-Siberië.
- N. p. alboaxillaris: van westelijk Kazachstan tot zuidwestelijk Siberië.
- N. p. rogachevae: noordelijk Centraal-Siberië.
- N. p. variegatus: noordoostelijk Siberië.

## Status
Regenwulpen komen in Nederland en België alleen voor tijdens de trek in het voor- en najaar. Het hoogtepunt van de voorjaarstrek valt eind april. De najaarstrek is minder opvallend, vindt plaats in de zomer en is half september voorbij. De trekbaan over Nederland van de regenwulp ligt boven een gebied dat westelijk ligt van de lijn Tilburg - Emmen.
De grootte van de populatie is in 2015 geschat op 1,0-2,3 miljoen vogels. Op de Rode lijst van de IUCN heeft deze soort de status niet bedreigd.

## Afbeeldingen

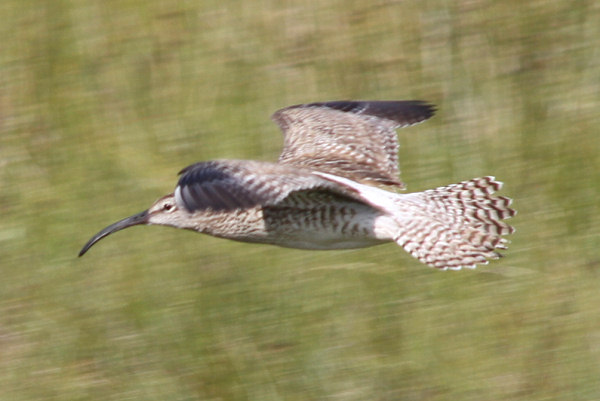
Regenwulp bij Lónsöræfi, IJsland.
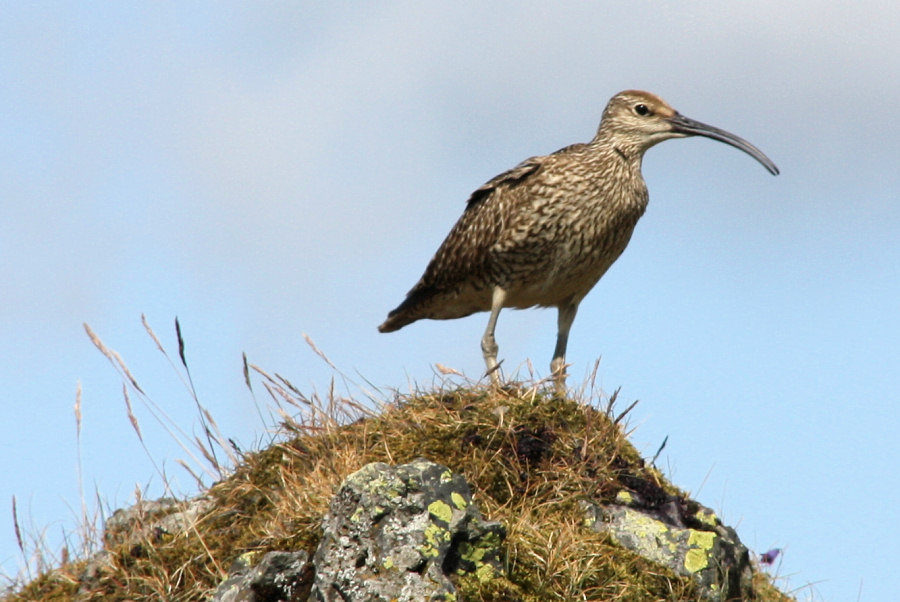
Regenwulp bij Lónsöræfi, IJsland.
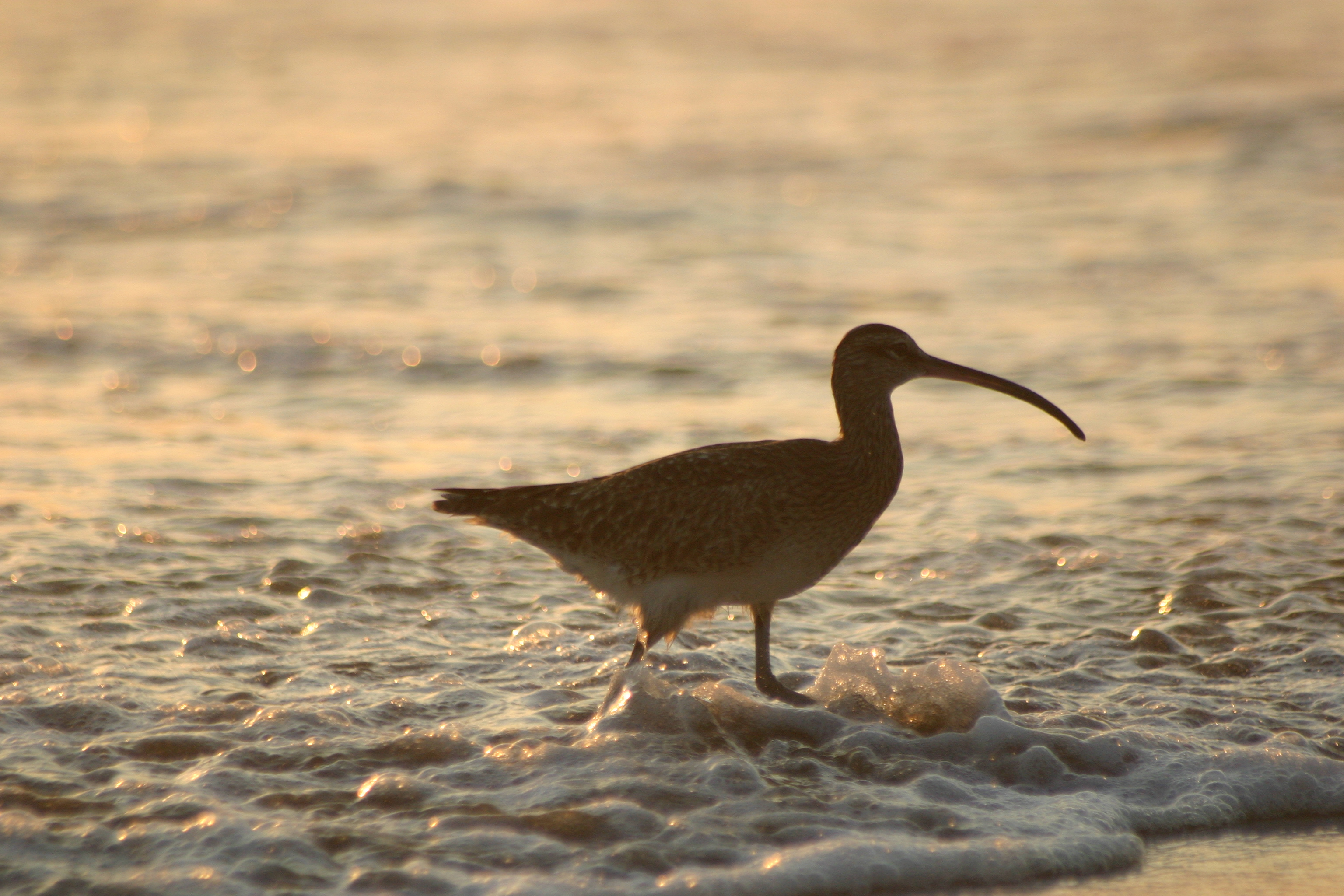
Amerikaanse ondersoort bij Acapulco.
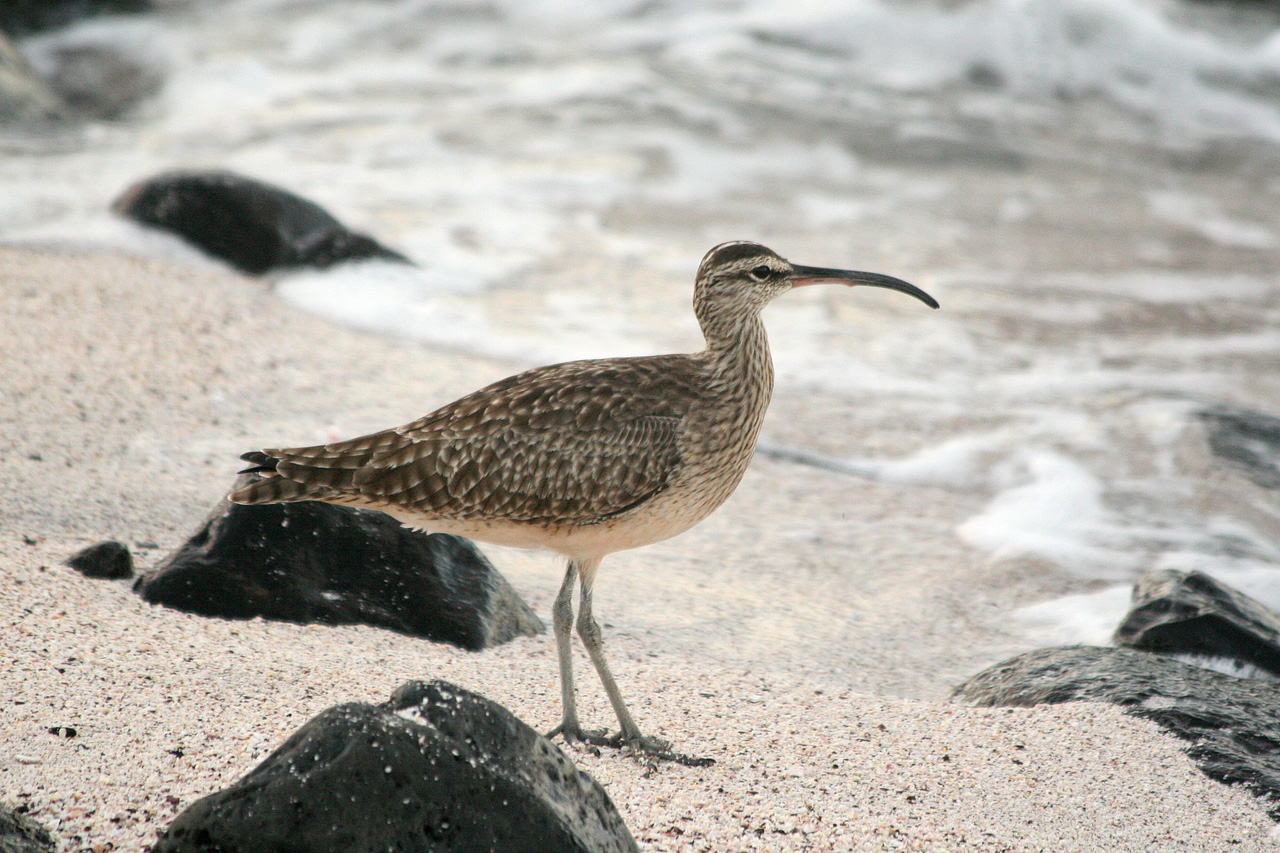
Op Española Island, Galapagoseilanden.
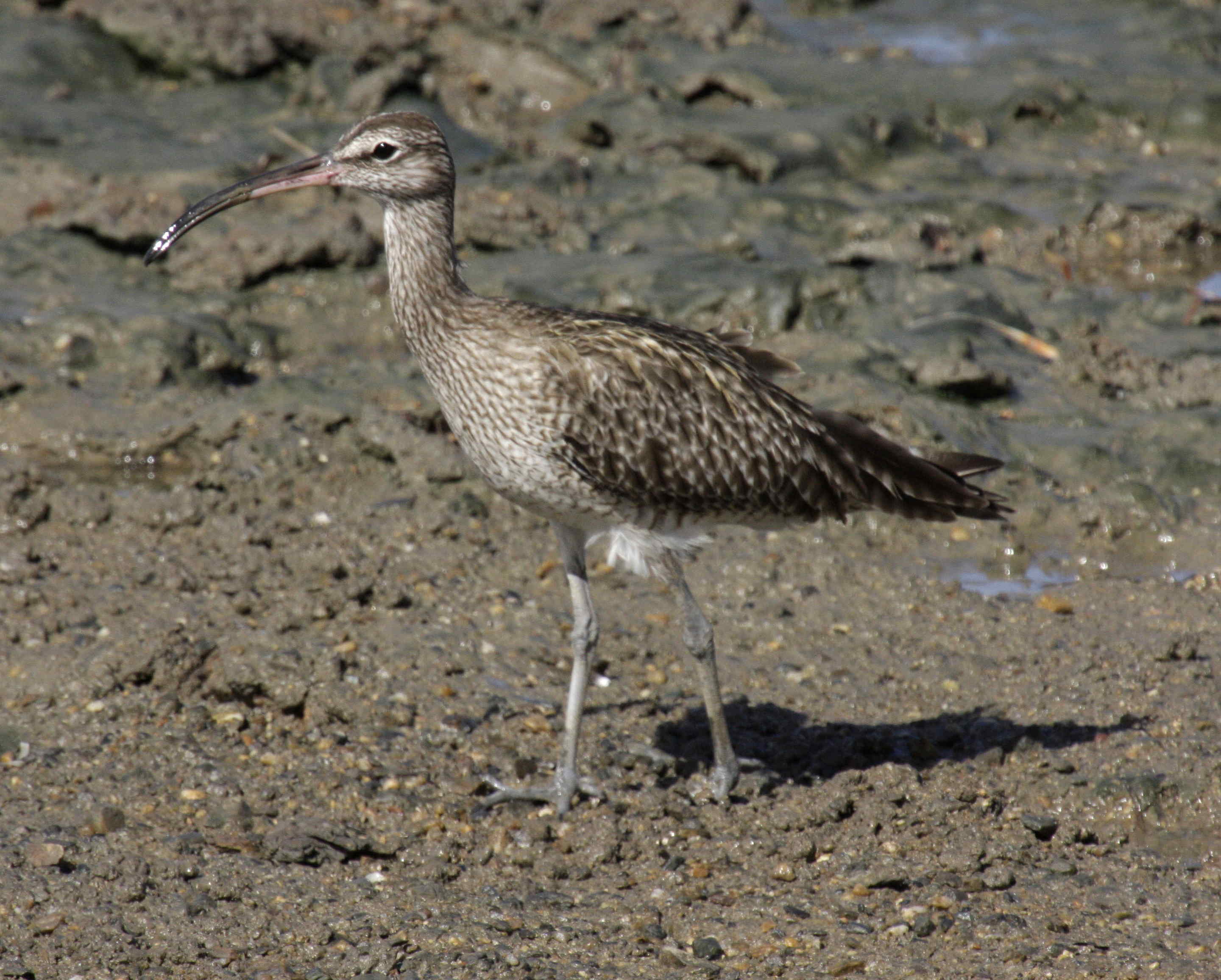
Bij Cairns (Australië).
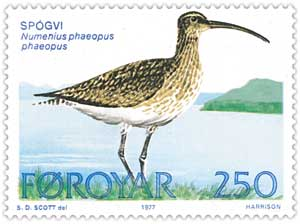
Postzegel van de Faeröer.

## Trivia
- Een vlucht regenwulpen uit 1978 is de bekendste roman van Maarten 't Hart. In 1981 werd de roman verfilmd onder de gelijknamige titel.